# Zand van Cottessen
Het Zand van Cottessen is een laag in de ondergrond van Nederlands Zuid-Limburg en het omringende gebied in Duitsland en België. Het Zand van Cottessen is onderdeel van de Formatie van Vaals en stamt uit het Krijt (het Campanien).
Deze kalksteenlaag is vernoemd naar Cottessen.

## Stratigrafie
Normaal gesproken ligt het Zand van Cottessen boven op het oudere Zand van Raren en onder het jongere Zand van Gemmenich (beide uit de Formatie van Vaals). Tussen de zandlagen Gemmenich en Cottessen bevindt zich de Horizont van Gemmenich. Tussen de zandlagen Cottessen en Raren bevindt zich de Horizont van Cottessen.

## Zand
De typelocatie van het Zand van Cottessen is een holle weg bij Cottessen, ongeveer halverwege tussen Cottessen en de Eperbaan bij de T-splitsing aldaar.